# Herb powiatu wąbrzeskiego
Herb powiatu wąbrzeskiego – jeden z symboli powiatu wąbrzeskiego, autorstwa Jana Wroniszewskiego i Lecha-Tadeusza Karczewskiego, ustanowiony 27 września 2000.

## Wygląd i symbolika
Herb przedstawia na tarczy w polu czerwonym skrzydło orła czarne z wyrastającą z jego barku wzniesioną ręką zbrojną z mieczem srebrnym. Jest to nawiązanie do herbu województwa chełmińskiego oraz herbu Wąbrzeźna.